# Komuna e Bushatit
Komuna e Bushatit är en kommun i Albanien.   Den ligger i prefekturen Qarku i Shkodrës, i den norra delen av landet, 70 km norr om huvudstaden Tirana.
Trakten runt Komuna e Bushatit består till största delen av jordbruksmark.  Runt Komuna e Bushatit är det ganska tätbefolkat, med 96 invånare per kvadratkilometer.